# Nirupa Roy
Nirupa Roy, nata Kokila Kishorechandra Bulsara (Valsad, 4 gennaio 1931 – Mumbai, 13 ottobre 2004), è stata un'attrice indiana.

## Filmografia parziale
- Due ettari di terra (Do Bigha Zamin), regia di Bimal Roy (1953)
- Munimji, regia di Subodh Mukherjee (1955)
- Chhaya, regia di Hrishikesh Mukherjee (1961)
- Shehnai, regia di S. D. Narang (1964)
- Deewaar, regia di Yash Chopra (1975)

## Premi
- Filmfare Awards
  - 1956: "Best Supporting Actress"
  - 1962: "Best Supporting Actress"
  - 1965: "Best Supporting Actress"
  - 2004: "Lifetime Achievement Award"